# Viktor Hamburger
Viktor Hamburger (Landeshut, 9 de julho de 1900 – 12 de junho de 2001) foi um professor universitário e embriologista alemão. Ele é coautor dos estágios Hamburger–Hamilton, publicados em 1951. Hamburger deu palestras a, entre outros, Rita Levi-Montalcini, ganhadora do Prêmio Nobel e com quem Hamburger identificou o fator de crescimento nervoso. Hamburger começou a trabalhar na Universidade Washington em St. Louis em 1935; ele se aposentou do cargo de professor em 1969 e continuou pesquisando até a década de 1980.